# 藍·巴克
雷納德·哈洛德·巴克三世（英語：Leonard Harold Barker III，1955年7月7日—），為前美國職棒大聯盟的投手，生涯效力過遊騎兵、印地安人、勇士與釀酒人等隊。他曾投出大聯盟史上第10場完全比賽，生涯共拿下74勝，防禦率4.34。

## 職業生涯

### 生涯初期
巴克早在1976年就登上大聯盟，但他生涯初期空有球速而控球不佳，導致他一直到1979年才正式站穩腳步。
1978年10月3日，遊騎兵將巴克和鮑比·邦茲交易到印地安人，換來Jim Kern和Larvell Blanks。1980年，巴克拿下個人新高的單季19勝，181次三振也讓他蟬聯美聯三振王。

### 完全比賽
1981年5月15日，巴克面對藍鳥隊投出大聯盟史上第10場的完全比賽。巴克整場比賽完全沒對任何一位藍鳥打者投到三壞球，最後印地安人的外野手Rick Manning在9局下半成功接殺飛球，結束這場比賽。
這場比賽不僅成為目前守護者隊史最後一場無安打比賽，巴克也認為這是他最自豪的一刻。

### 生涯後期
1983年球季中，印地安人將巴克交易到勇士，換來Brett Butler、Brook Jacoby、Rick Behenna和現金15萬美元。儘管巴克在勇士只拿下1勝3敗，防禦率3.82的成績，不過勇士仍端出5年400萬美元的合約，在當時寫下大聯盟投手史上最高薪紀錄。
1984年，巴克只拿下7勝8敗，防禦率為3.85。他在球季最後兩個月還因手肘受傷導致球季報銷。1985年，巴克的防禦率暴漲到6.35，還只拿下2勝9敗。勇士最終在球季結束後將他認賠釋出，後來巴克加入博覽會，並在1987年春訓再次被釋出。最後巴克在釀酒人結束球員生涯，反觀印地安人在當時交易案獲得的Butler與Jacoby已成長為明星球員。

## 生涯投球成績
| 勝投 | 敗投 | 防禦率 | 出賽場次 | 先發 | 完投 | 完封 | 投球局數 | 安打 | 失分 | 自責分 | 全壘打 | 保送 | 三振 | 暴投 | 觸身球 |
| ---- | ---- | ------ | -------- | ---- | ---- | ---- | -------- | ---- | ---- | ------ | ------ | ---- | ---- | ---- | ------ |
| 74   | 76   | 4.34   | 248      | 194  | 35   | 7    | 1323.2   | 1289 | 695  | 639    | 96     | 513  | 975  | 65   | 21     |

## 退休之後
巴克在退休後回到克里夫蘭開設建築公司。他和第一任妻子共有3名子女，與第二任妻子也有3個兒子。目前巴克一家定居在克里夫蘭東部，其中他的兒子布雷克是聖母學院NCAA二級棒球隊的教練。

## 外部連結
- 球員資訊和成績在MLB，ESPN，Baseball-Reference，Fangraphs（英文）
- 藍·巴克在台灣棒球維基館上的頁面（繁體中文）

| 成就                 | 成就                               | 成就             |
| -------------------- | ---------------------------------- | ---------------- |
| 前任： 凱特費許·杭特 | 投出完全比賽的投手 1981年5月15日   | 繼任： 麥克·威特 |
| 前任： Charlie Lea   | 投出無安打比賽的投手 1981年5月15日 | 繼任： 諾蘭·萊恩 |